# Desi (subcultuur)

Een kaart die de Zuid-Aziatische landen India, Pakistan en Bangladesh weergeeft waar Desi's meestal vandaan komen, voor de deling van 1947 was dit één land.

Desi (Hindoestani: देसी (Devanagari), دیسی (Perzisch-Arabische) ook Deshi) is een benaming die wordt gebruikt voor mensen die afkomstig zijn uit het Indisch subcontinent en hun diaspora van nieuwe generaties Zuid-Aziaten, voornamelijk uit India, Pakistan en Bangladesh maar kan soms ook mensen uit Afghanistan, Nepal, Sri Lanka, Bhutan en de Malediven omvatten. Zuid-Aziaten, oftewel Desi's, hebben een gedeelde geschiedenis, en deze geschiedenis vormt de gemeenschappelijke basis waar de hedendaagse culturele identiteit uit ontleend wordt. Met de nieuwe generatie Zuid-Aziaten opgroeiende in de diaspora, verwijst de term 'Desi' nu naar de mix van cultuur en identiteit van deze gemeenschap in het westen.

## Etymologie
Het woord Desi heeft zijn oorsprong van het Sanskrietwoord Desh (देश) wat "natie" of "thuisland" betekend, in het moderne Hindi betekent deze term: 'land' ook wel vrij vertaald 'waar je vandaan komt'.

## Gebruik
Het woord Desi wordt veel gebruikt door Zuid-Aziaten, maar ook door die van de Zuid-Aziatische diaspora, om zichzelf te beschrijven; degenen van Zuid-Aziatische afkomst, vooral Indiërs, Pakistanen en Bengalezen, gebruiken de benaming. In Nederland wordt de term vooral gebruikt door Surinaamse Hindostanen, wiens voorouders afkomstig zijn uit het Indisch subcontinent.
De term is ook populair onder jongeren die de term Desi ‘omarmen en gebruiken om hun identiteit als Zuid-Aziaten in het westen vast te stellen.

## Cultuur
In het Westen, creëerden Desi's, een ‘fusiecultuur’, waarin voedsel, kleding, muziek en dergelijke uit vele gebieden van Zuid-Azië, zowel met elkaar als met cultuurelementen uit het Westen worden ‘versmolten’.

### Muziek
Er is een uniek soort muziek ontstaan onder de desi-gemeenschappen waar genres zoals Desi Hiphop en Urban Desi uit zijn ontstaan. Urban Desi is bijvoorbeeld een muziekgenre dat is gevormd door de samensmelting van traditionele Zuid-Aziatische muziek en westerse urban muziek.
In Nederland zijn enkele populaire Desi-artiesten F1rstman, Imran Khan en Sama Blake.

### Dans

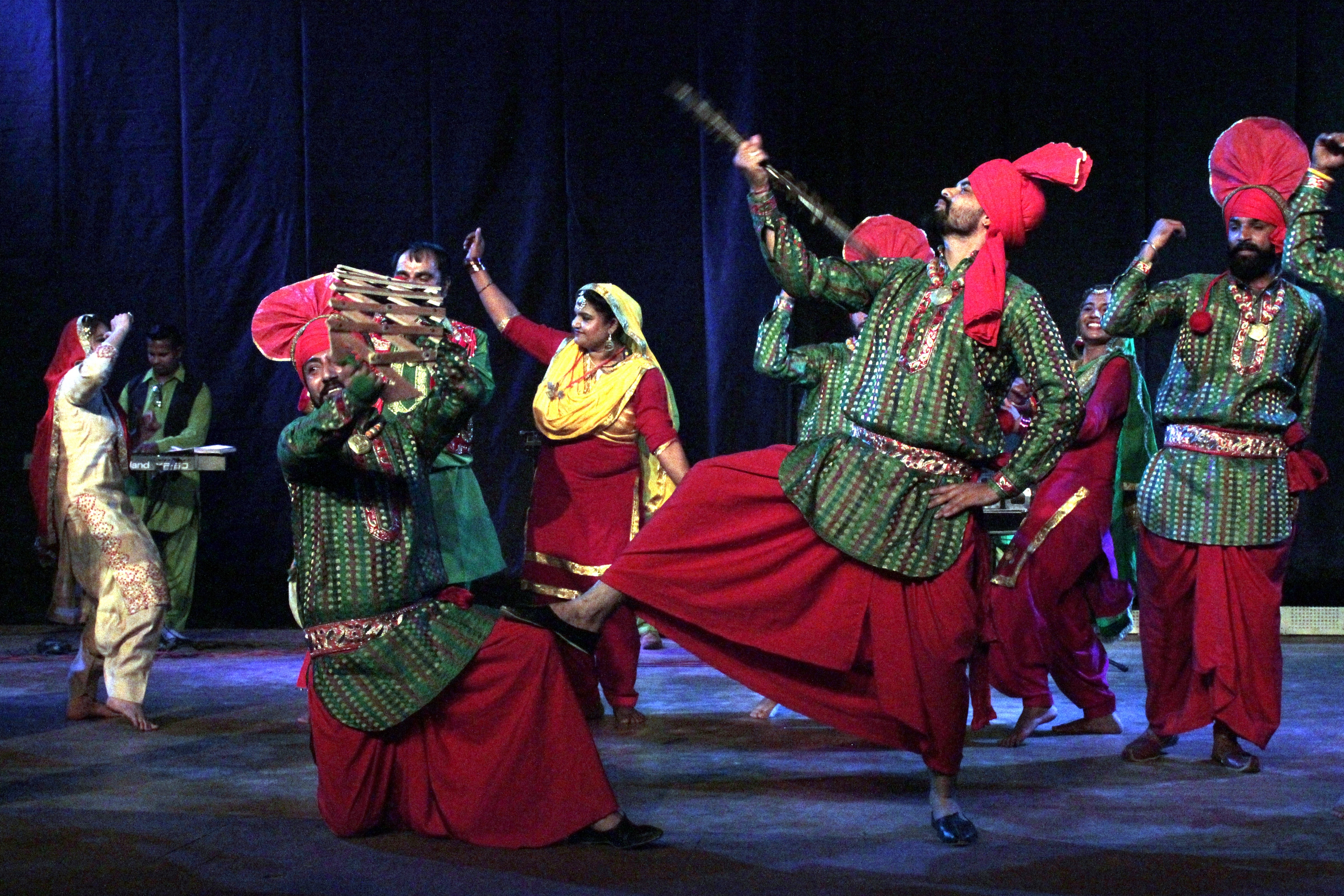
Indiase artiesten die de Bhangra dansen

Desi-dans omvat klassieke dansen zoals Bharatanatyam, Kuchipudi of Kathak, populaire dansen uit Bollywoodfilms, Punjabi-dans zoals Bhangra en verscheidene volksdansen.

### Festivals
Het MirchiFest, dat voor het eerst werd gehouden in 2023, staat bekend als het eerste Desi-festival in Europa en Nederland. In Den Haag vindt ook jaarlijks het Hindostaanse Milan Summer Festival plaats.

### Kledingdracht
Traditionele kleding dat door desi's wordt gedragen zijn onder andere; lehengas, sari's, ghagra choli, salwar kameez en kurta's.

### Eten

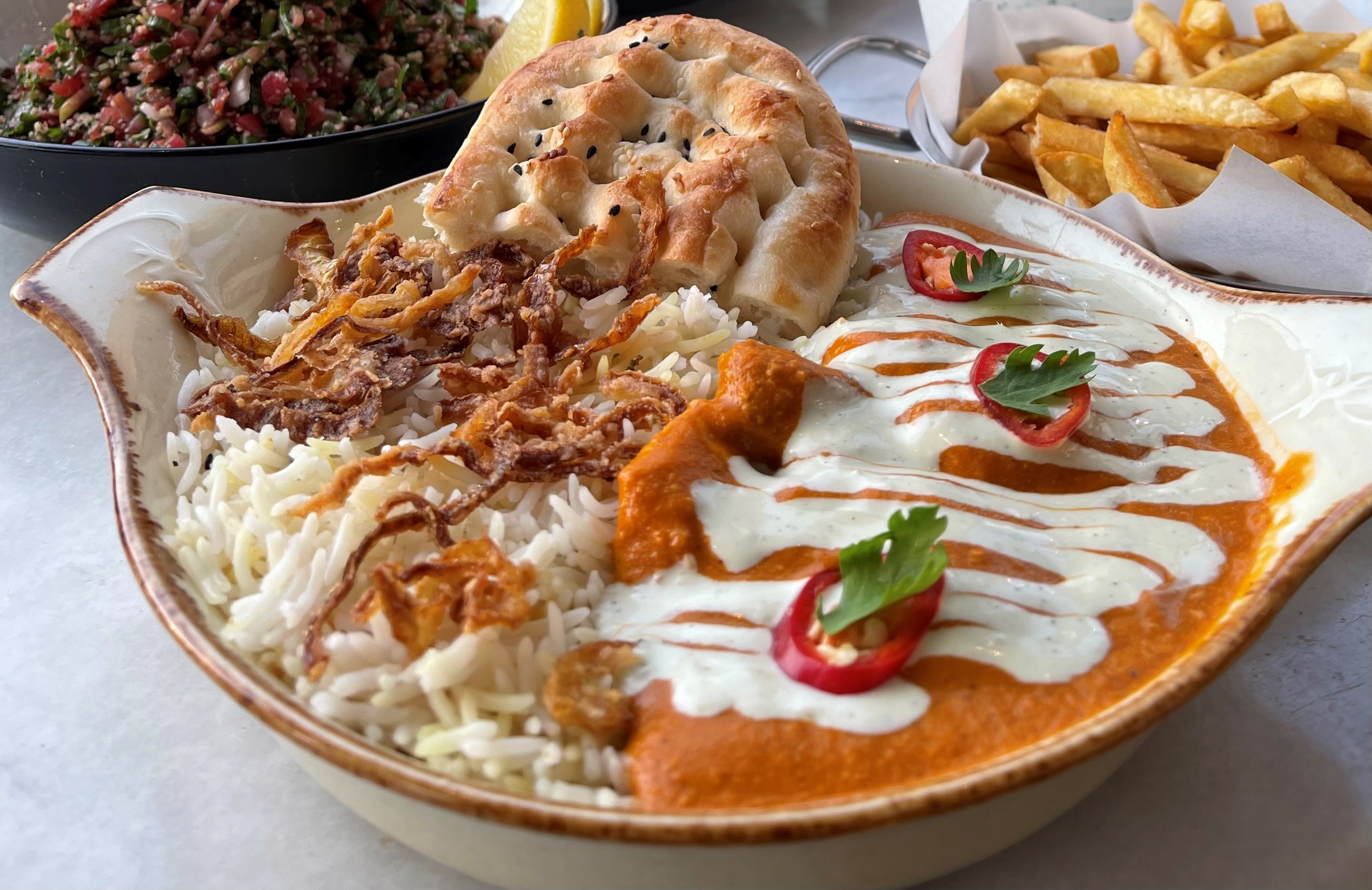
Chicken tikka masala met rijst en brood

In regio's van Zuid-Azië impliceert de term desi in de context van voedsel meestal "inheems" of "traditioneel". De Zuid-Aziatische keuken omvat bekende gerechten zoals Chicken tikka masala, Biryani, Butter chicken en Naan.